# История на Търговище
Историята на Търговище е позната от 5 хилядолетие пр.н.е. насам. Археологическите сведения доказват, че по тези места човешки живот е имало още през медно-каменната епоха (халколит) – 5 – 4 хилядолетие пр.н.е.. В околностите на града са открити останки от тракийски селища (5 – 3 век пр.н.е.), селище от римската епоха (2 – 4 век), селище и крепост от ранно-византийската епоха (5 – 6 век). Намерени са останки от селище от Първата българска държава (крепостта Сборище), селище и крепост от Втората българска държава.

## Имена
Познати наименования на селището са: Ески Джумая (1573 – 1934), Търговище (1934 – до днес).

## Османско владичество
Селището за първи път се споменава в данъчния регистър на Османската империя от 1573 година, с името Ески Джумая (Стар Петък). През 1658 година става административен център. Процъфтявали са занаяти и търговия, скоро след това града станал средище на най-известния панаир в европейската част на Османската империя.
Първоначално градът е бил заселен с турци. Българите се заселват през втората половина на 17 век, и след това. Много българи от селата Вардун, Пролаз, Стража, Лозница (тогава село), Бистра, Алваново, Певец и др. напускат родните си места и се заселват в града. След Руско-турските войни в края на 18 век и началото на 19 век българите от някои села са били насилствено изселени, и те се заселили в града. Отличавайки се с трудолюбие, пестеливост и предприемчивост, българите навлезли във всички сфери на производството. Постепенно те станали важен фактор в града.
Стилиян Чилингиров цитира думите на Мидхат паша при посещение в града, на което той говори пред свои хора:
| „ | – Има ли българи ратаи при турците? – Няма. – А турци ратаи при българите? – Във всяка къща по двама-трима. – Е, как могат българите да бъдат рая, когато те имат търговията и занаятите в ръцете си и като всичко хубаво в града е тяхно? | “ |

Унгарският пътешественик етнограф и художник Феликс Каниц, при посещението си в града в навечерието на Освобождението, споменава че града е преимуществено мюсюлмански, с осем турски махали от около 1400 къщи и три български махали с около 400 къщи. Според него българските били по-солидно построени, отколкото турските.
Допирът с европейската култура и жаждата за знание подготвят почвата за активна просветна дейност. Още в XVIII век тук е открито килийно училище, което през 1846 г. е преобразувано в светско. В него учителства големият възрожденец Петко Славейков. По това време в града са изградени християнска църква и читалище. Панаирната и занаятчийската слава на Търговище се запазват и в епохата на Възраждането. Развиват се множество занаяти – абаджийство, мутафчийство, гайтанджийство, обущарство и др. Градът има своето място в националноосвободителното движение.
През 1872 г. Ангел Кънчев създава таен революционен комитет. Народните будители Сава Геренов и Сава Катрафилов сеят семената на знанието и прогреса. Тук е роден Никола Симов – Куруто, знаменосец на Ботевата чета.

## Освобождение
С настъплението на руската армия на 27 януари 1878 година, събралите се от града и околни села турци започнали да се изселват с редовната турска армия към Шумен. В града останали някои от придошлите от селата турци, черкези и въоръжен под предводителството на Къзъли Юсуф, Кючук Али и Джун Ахмед, които подложили града. Били запалени панаирът чаршията и българската Срещна махала. Изгорели заедно със стоката си около 400 дюкяна, 7 хана, 50-60 български и турски къщи, както и прочутата кула на градския часовник. Общият брой на жертвите бил около 485 души. Но някои не избрали бягството, а с оръжие в ръка се събрали в отделни къщи със семействата си и се отбранявали. Най-добре организирана била защитата в старата махала Варош. Хаджи Илия х. Марков, предупреден от Замък Ефенди, че турците се готвят да бягат, накупил барут и патрони, и заедно със сина си подготвил голямо количество муниции. Щом започнали палежите, местните български първенци се събират в къщата на Васил Маньоолу, решавайки да свикат населението от цялата махала и да се защитават. Събрали се към 350-400 души. Но не навсякъде отбраната имала успех - закланите, застреляни, обесени били много. Не била пощадена и църквата. Сформиран бил отряд под предводителството на руския полк. Карганов от три батальона на Охотинския полк, една сотня казаци и две оръдия. Частта незабавно се отправила към града и на 29 януари 1878 година той бил освободен. На следващия ден, по решение на руското командване, петима от заловените били осъдени и обесени публично заради деянията си.

## След Освобождението
Според преброяването от 1885 година в града живеят 9558 души, от които 5976 турци, 3250 българи, 331 цигани и един евреин. Българите живеели във „Варуш махала“ (днес част от „Вароша“).
През 1934 година градът e преименуван на Търговище, както е и до днес.